# Weil der Stadt

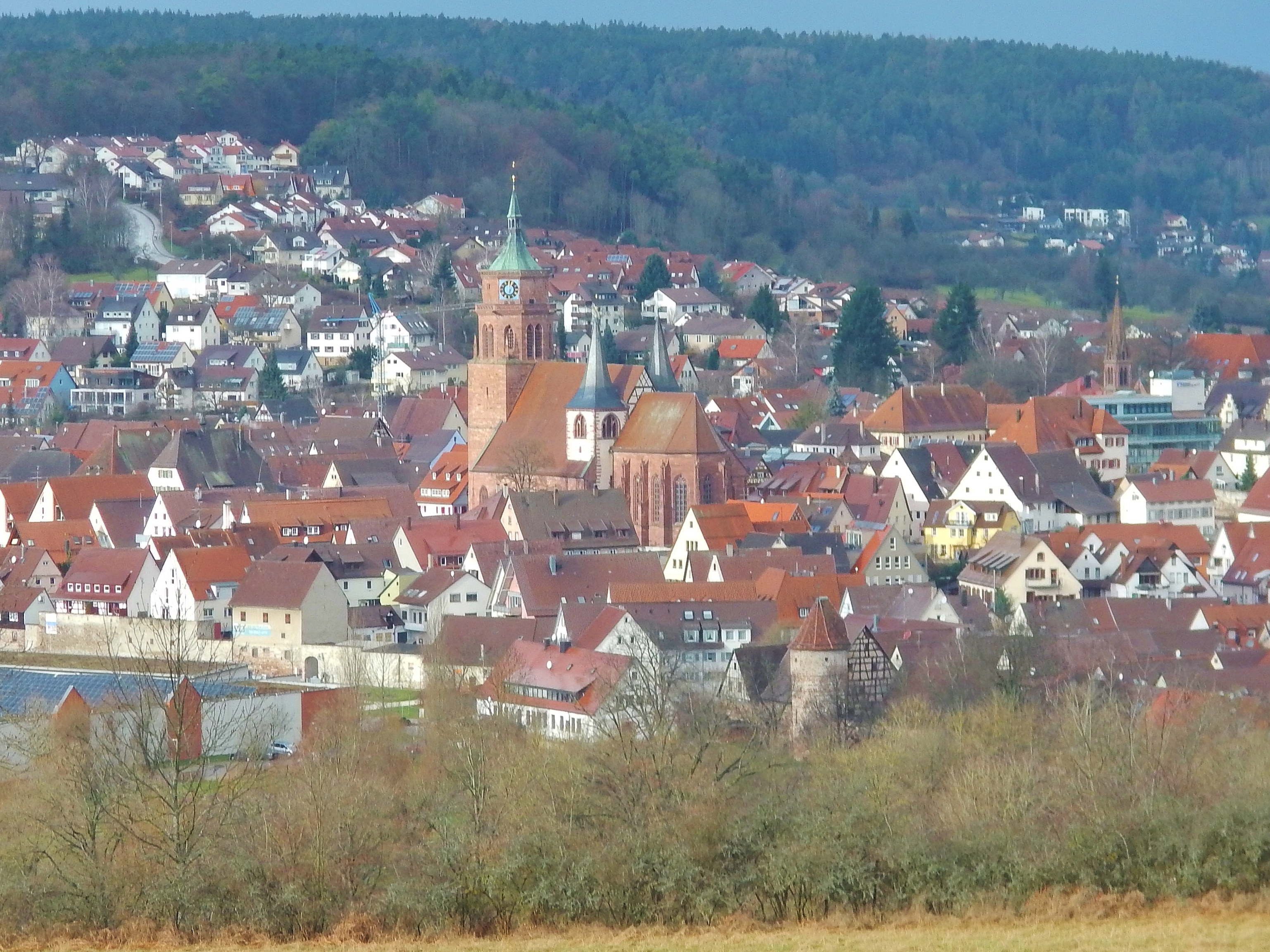
Weil der Stadt, Ansicht des Stadtkerns vom Mittelberg

Weil der Stadt [ˈvaɪ̯ldɛɐ̯ˌʃtat] ist eine Stadt mit 19.353 Einwohnern (31. Dezember 2024) im Landkreis Böblingen in Baden-Württemberg; sie gehört zur Region Stuttgart und trägt seit dem 1. Januar 2022 die amtliche Zusatzbezeichnung Keplerstadt, benannt nach dem hier geborenen Astronomen und Naturphilosophen Johannes Kepler.
Die nach ihrer Bevölkerungszahl fünftgrößte Stadt des Landkreises ist zudem bekannt als Geburtsort des Reformators von Württemberg, Johannes Brenz. Das Stadtbild der ehemaligen Reichsstadt wird dominiert von der Kirche St. Peter und Paul.

## Geographie

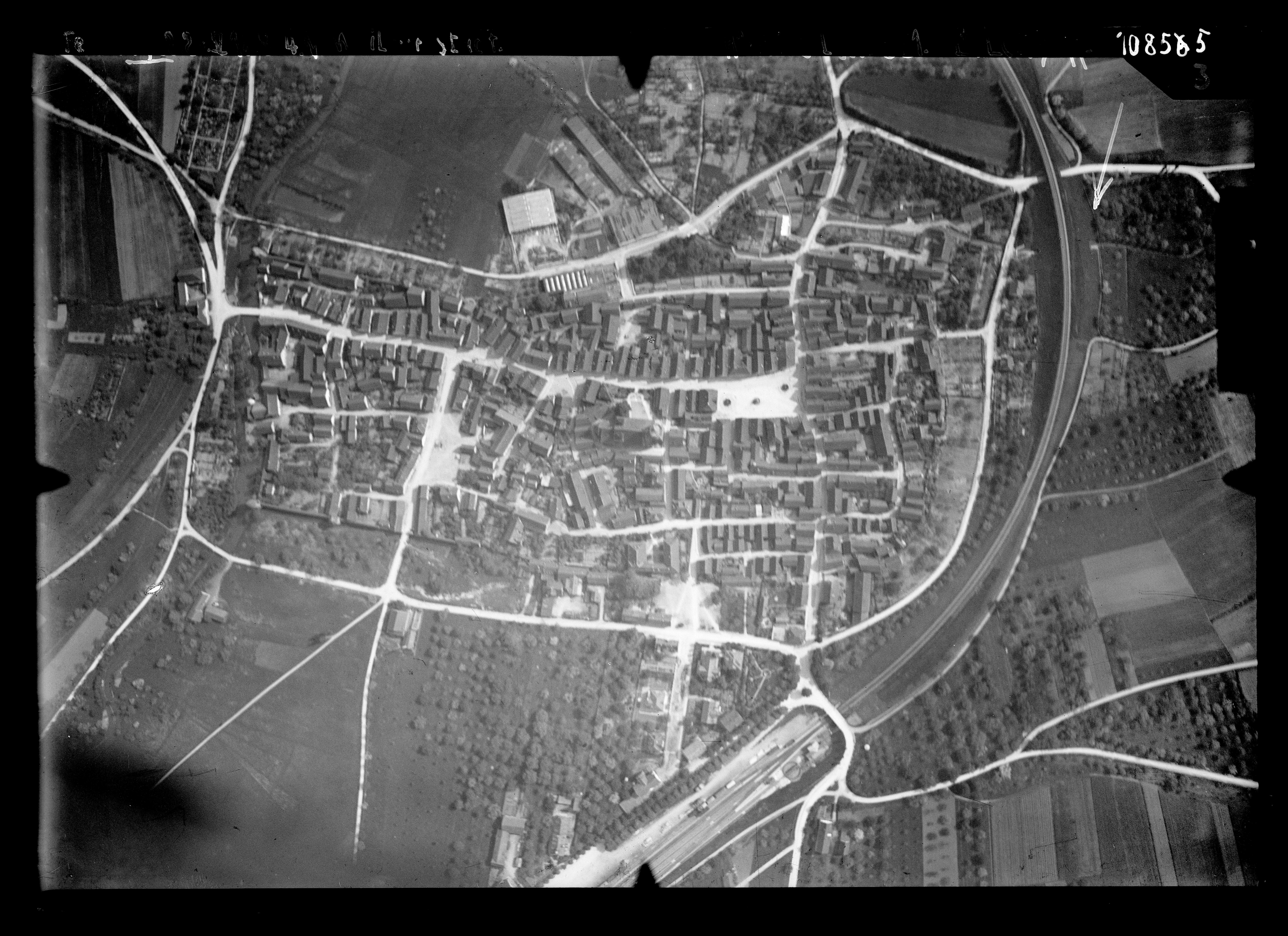
Luftbild der Stadt, Mai 1918

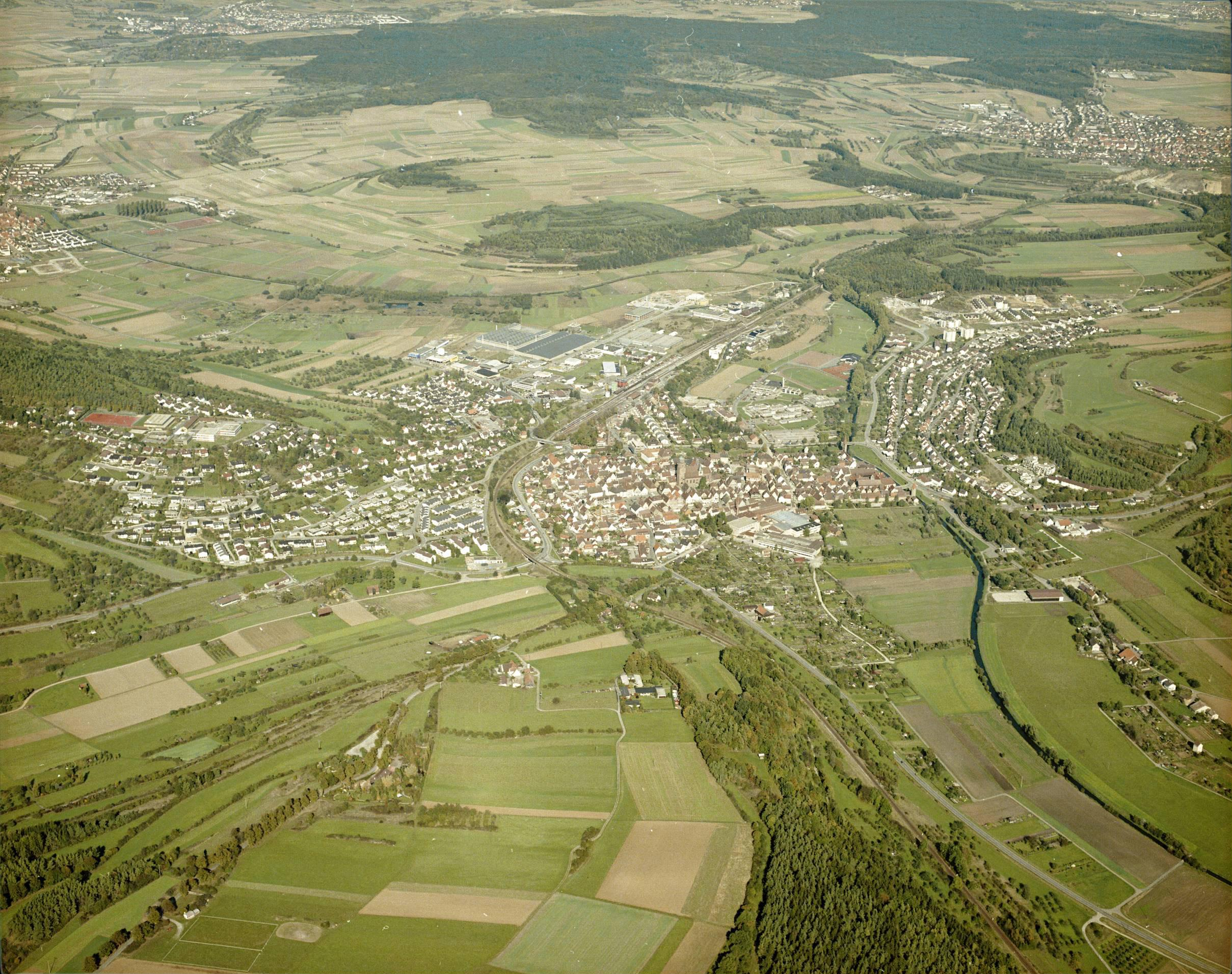
Weil aus der Luft von Südwesten, 1983

### Lage
Weil der Stadt liegt 23 km westlich von Stuttgart, 20 km südöstlich von Pforzheim und 30 km nordwestlich von Tübingen im Heckengäu, einer Übergangslandschaft zwischen Neckarraum und Nordschwarzwald. Die Stadtgemarkung wird von Südosten nach Nordwesten von der Würm durchflossen, an deren Ufern vier der fünf Stadtteile der Stadt (alle bis auf Münklingen) liegen. Der höchste Punkt befindet sich im Nordwesten bei etwa 568 m ü. NN (nordwestlich des „Möttlinger“ Köpfle), der tiefste im Norden bei etwa 368 m ü. NN (Frohnmühle).

### Geologie und Flora
Die Flurböden bestehen aus Muschelkalk und Lehm und sind zumeist steinig. Charakteristisch ist der Bewuchs der hügeligen Landschaft mit Schlehenhecken, ansonsten herrschen Kiefern- und Fichtengehölze sowie Felder vor, vereinzelt gibt es Streuobstwiesen. Im Würmtal finden sich naturgeschützte Sumpfauen. Am Westrand der Gemarkung beginnt bereits der für den Schwarzwald typische Tannen- und Fichtenbestand.

### Schutzgebiete
In Weil der Stadt gibt es fünf Naturschutzgebiete: Die Würmaue am Heuberg, das Merklinger Ried, den Mittelberg und die Naturschutzgebiete Kappelwiesen-Beim Roten Brunnen-Salzwiesen und Hacksberg und Steckental. Diese sind eingebettet in das Landschaftsschutzgebiet Heckengäu-Weil der Stadt. Zudem hat die Stadt Anteil an den beiden FFH-Gebieten Gäulandschaft an der Würm und Calwer Heckengäu.

### Stadtgliederung
Weil der Stadt besteht aus den fünf Stadtteilen Weil der Stadt, Hausen an der Würm, Merklingen, Münklingen und Schafhausen. Die Stadtteile waren bis in die 1970er Jahre eigenständige Gemeinden gleichen Namens. Die offizielle Benennung der eingemeindeten Stadtteile erfolgt durch vorangestellten Namen der Stadt und durch Bindestrich verbunden nachgestellt der Name des Stadtteils. Sie bilden zudem Wohnbezirke im Sinne der baden-württembergischen Gemeindeordnung.
- Zum Stadtteil Hausen an der Würm gehören das Dorf Hausen und die Häuser Frohnmühle und Obere Sägmühle sowie eine abgegangene Burg und die abgegangenen Ortschaften Oberhausen und Seltenbach.
- Zum Stadtteil Merklingen gehören das Dorf Merklingen, die Höfe Grenzhof und Heidehöfe und das Haus Riemenmühle sowie die abgegangenen Ortschaften Berghof und Burg Kröwelsau.
- Zum Stadtteil Münklingen gehört nur das Dorf Münklingen.
- Zum Stadtteil Schafhausen gehören das Dorf Schafhausen, die Höfe Fuhrmannshöfe, Seitenhöfe und Stubenberghöfe und das Haus Ölmühle.
- Zum Stadtteil Weil der Stadt gehören die Stadt Weil der Stadt, das Gehöft Güthlerhof und das Haus Planmühle sowie die abgegangenen Ortschaften Blanda, Greckenbach und Talacker.[7]

### Nachbargemeinden
- Im Landkreis Calw (südwestlich und westlich): Ostelsheim, Simmozheim, Bad Liebenzell.
- Im Enzkreis (nordwestlich und nördlich): Neuhausen, Tiefenbronn, Heimsheim.
- Im Landkreis Böblingen (nordöstlich, östlich und südlich): Renningen, Magstadt, Grafenau.

## Geschichte

### Ortsname
Der Ortsname (mittelhochdeutsch Wile, neuhochdeutsch Weil) wurde zur Unterscheidung von anderen Orten der Umgebung namens Weil wie Weil im Dorf oder Weil im Schönbuch um den Zusatz „die Stadt“ erweitert. Da Ortsnamen viel häufiger im Dativ als im Nominativ gebraucht werden, etwa „in Weil, der Stadt“, setzte sich die Dativform durch, zunächst in der an die Mundart (ze Wil ’er Statt) angelehnten Form Weilerstatt, zuletzt wurde in der Mitte des 19. Jahrhunderts Weil der Stadt als Stadtname festgeschrieben. Als vom Stadtnamen abgeleitetes Adjektiv wird meist Weil der Städter gebraucht; in den benachbarten Orten gibt es sowohl „Weil der Städter“ als auch „Weilderstädter“ Straßen.

### Mittelalter
Die spätere Stadt Weil der Stadt entstand als dörfliche Siedlung wahrscheinlich im 6. Jahrhundert – vermutlich auf dem Gelände eines römischen Landsitzes (villa rustica) – und erhielt den Namen Wila (Wile), der dann später zu Weil wurde. Die erste urkundliche Erwähnung erfolgte im Jahre 1075 in einer Urkunde König Heinrichs IV.
Zwischen 1223 und 1242 wurden dem Dorf Weil, das sich bis dahin im Besitz der Grafen von Calw und des Klosters Hirsau befunden hatte, die Stadtrechte durch Kaiser Friedrich II. verliehen. Bereits um 1275 wurde Weil eine Reichsstadt, das genaue Jahr ist unbekannt.

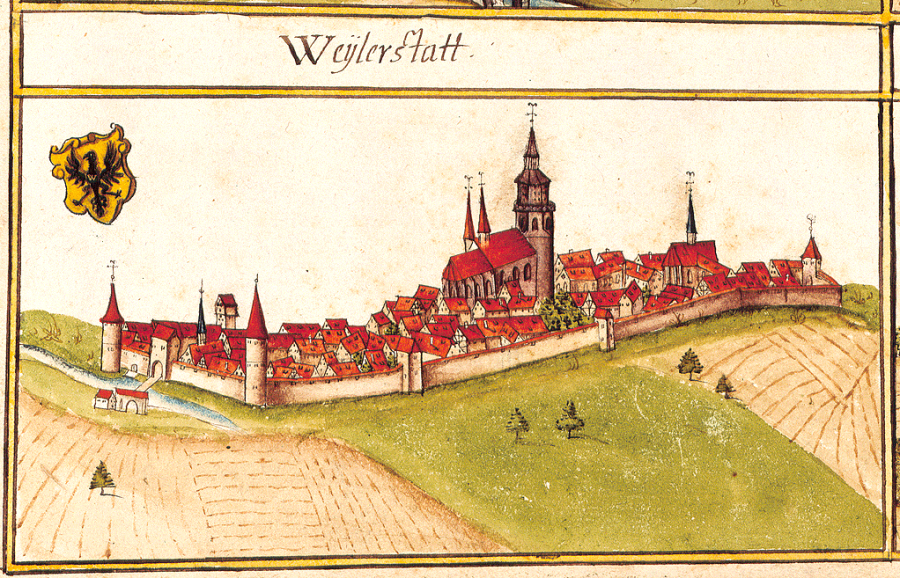
Weil der Stadt 1682, Forstlagerbuch von Andreas Kieser

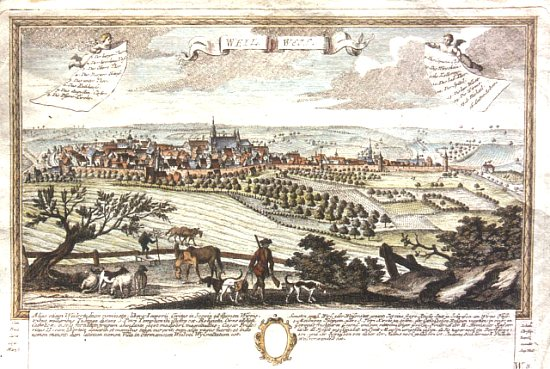
Ansicht von Weil der Stadt. Kolorierter Stich, Augsburg um 1740.

1373 erhielt Weil der Stadt von Kaiser Karl IV. die Gerichtsbarkeit und das Zollrecht verliehen, 1489 erlangte die Stadt einen ständigen Sitz im Reichstag, der Vertretung der Reichsstände. Während der zweiten Hälfte des 15. Jahrhunderts befand sie sich unter badischem Einfluss.

### Frühe Neuzeit bis zur Mediatisierung der Reichsstadt
Die Reformation fand schon seit 1522 Anhänger in Weil der Stadt. Das Augustinerkloster starb deshalb fast völlig aus; das Kloster der Franziskanerinnen ging ein. Bis 1552 war knapp die Hälfte der Bürger evangelisch geworden, so auch die Familie des in Weil der Stadt geborenen Astronomen Johannes Kepler. Die 1590 einsetzende vom Kaiser und den Bischöfen von Speyer betriebene Gegenreformation führte nach jahrzehntelangen Streitigkeiten im Jahr 1628 zum Sieg der katholischen Partei, so dass Weil der Stadt zu einer katholischen Enklave im Umland des lutherischen Herzogtums Württemberg wurde. In der Zeit der Hexenverfolgungen zwischen 1615 und 1629 wurden bei einer damaligen Einwohnerzahl von 200 Familien 38 Menschen in Hexenprozessen angeklagt, gefoltert und verbrannt.
Kurz vor Ende des Dreißigjährigen Krieges 1648 wurde Weil der Stadt durch französische Truppen geplündert und in Brand gesetzt, wodurch große Teile der Altstadt zerstört wurden. Der Stadtbrand von 1648 gilt neben der Schlacht bei Döffingen 1388 als unheilvollstes Ereignis der Stadtgeschichte.

### Württembergische Zeit
Im Jahre 1803 verlor Weil der Stadt im Rahmen der Mediatisierung seine Reichsfreiheit und fiel an Württemberg. Zunächst war die Stadt Sitz eines eigenen württembergischen Stabsamts. Bei der Umsetzung der neuen Verwaltungsgliederung im 1806 gegründeten Königreich Württemberg wurde Weil der Stadt 1808 dem Oberamt Leonberg zugeordnet. 1869 erhielt die Stadt durch die Schwarzwaldbahn (Stuttgart–Calw) Anschluss an das Streckennetz der Württembergischen Eisenbahn. Bei der Kreisreform während der NS-Zeit in Württemberg gelangte Weil der Stadt 1938 zum Landkreis Leonberg.

### Nachkriegszeit
Im Jahre 1945 fiel die Stadt in die Amerikanische Besatzungszone und gehörte dann zum neu gegründeten Land Württemberg-Baden, das 1952 im jetzigen Bundesland Baden-Württemberg aufging. 1973 erfolgte die Kreisreform in Baden-Württemberg, bei der Weil der Stadt zum Landkreis Böblingen kam.
Im Jahre 1996 fanden in Weil der Stadt die Heimattage Baden-Württemberg statt.

### Eingemeindungen
- 1. Dezember 1971: Eingemeindung von Hausen an der Würm nach Merklingen[9]
- 1. Juli 1972: Vereinigung von Weil der Stadt mit Merklingen zur neuen Stadt Weil der Stadt[9]
- 1. August 1973: Eingemeindung von Schafhausen[10]
- 1. Januar 1975: Eingemeindung von Münklingen[10]

### Stadtteile

#### Merklingen
Merklingen wurde erstmals 1075 als „Marchilingen“ in einer Besitzurkunde des Klosters Hirsau erwähnt. Der wechselte mehrmals den Besitzer. Nach den Grafen von Calw ging Merklingen um 1260 an die Grafen von Eberstein und Zweibrücken, 1276 gelangte es als Lehen an den rheinischen Pfalzgrafen Ludwig. 1296 erwarb das Kloster Herrenalb Hof, Vogtrecht und Niedergerichtsbarkeit und 1469 war es schließlich im Besitz des ganzen Ortes. 1496 zwang Herzog Eberhard von Württemberg die Klosteruntertanen, darunter auch das Oberamt Merklingen, den württembergischen Landesherrn anzuerkennen.

#### Hausen

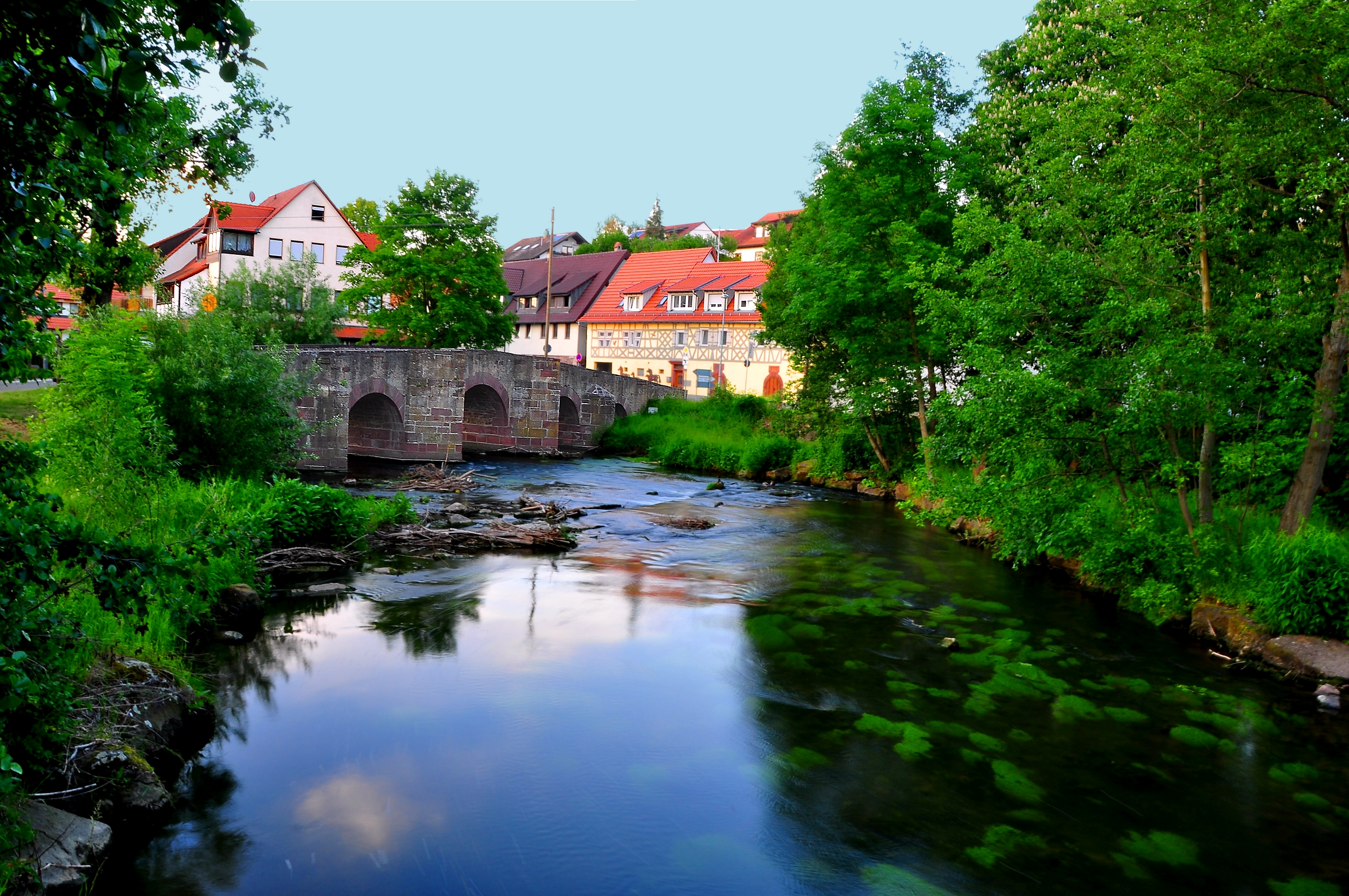
Würmbrücke in Hausen 2012

Wahrscheinlich war die Gegend um Hausen an der Würm schon um 600 bis 700 n. Chr. besiedelt. Die älteste Erwähnung von Hausen erfolgte jedoch erst 1327 in einer Urkunde des Klosters Herrenalb. Im Jahr 1420 verzichteten zwei Neffen des 1405 verstorbenen letzten Herren von Hausen auf ihre Rechte im Dorf, das 1432 an Hans von Steinegg und 1439/40 an das Kloster Herrenalb ging. Nachdem im Dreißigjährigen Krieg die Herrschaft des Klosters zusammengebrochen war, fiel Hausen an den Herzog von Württemberg.

#### Münklingen
Als „Munchelingen“ wird der Ort im Jahr 1075 erstmals urkundlich erwähnt. Bereits im 9. Jahrhundert hatte das Kloster Hirsau hier Güter erworben. Der Ortsadel, die Herren von Malmsheim, mussten ihren Besitz deshalb mit dem Kloster Hirsau und später auch mit dem Kloster Herrenalb teilen. Als die Herren von Weil 1385 Teile erbten, stand Württemberg bereits der Anteil des Klosters Herrenalb zu, 1424–1448 erwarb es auch deren Lehensrecht. Im Jahr 1500 wurde Münklingen endgültig württembergisch.

#### Schafhausen

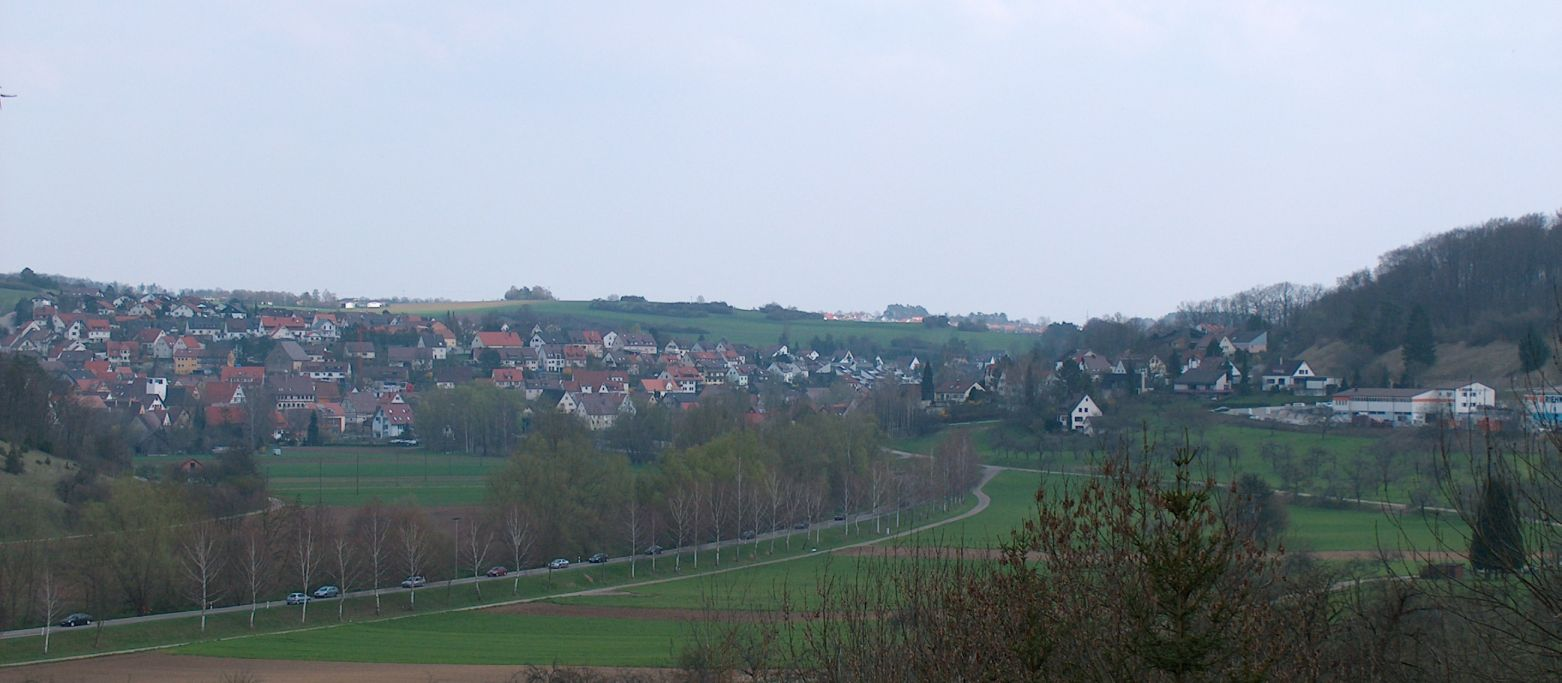
Schafhausen, 1973 eingemeindet

Schafhausen wurde um das Jahr 700 gegründet, urkundlich als „Scafhusen“ allerdings erst 1272 erwähnt. Die ersten adeligen Herren waren die Grafen von Calw neben den Herren von Beutelspach. Conrad von Beutelspach verschenkte um das Jahr 1110 einige seiner Güter an das Kloster Hirsau, das seinen Besitz in den folgenden Jahrhunderten ausbaute. 1468 gehörte schließlich der ganze Ort dem Kloster. Da die Grafen von Württemberg die Vogteirechte über das Kloster Hirsau hatten, war der Vogt von Böblingen zugleich Schirmvogt des Klosterfleckens Schafhausen.

### Einwohnerentwicklung

Einwohnerentwicklung von Weil von 1871 bis 2017 mit Einwohnerzahlen nach heutigem Gebietsstand

Die Zahlen der ersten Tabelle entsprechen der tatsächlichen Einwohnerzahl von Weil der Stadt nach dem alten Gebietsstand ohne die Eingemeindungen der 1970er Jahre:
| Jahr | Einwohner |
| ---- | --------- |
| 1852 | 1734      |
| 1871 | 1824      |
| 1880 | 1776      |
| 1890 | 1737      |
| 1900 | 1798      |
| 1910 | 1859      |

| Jahr | Einwohner |
| ---- | --------- |
| 1925 | 1926      |
| 1933 | 2031      |
| 1939 | 2257      |
| 1950 | 3487      |
| 1956 | 4133      |
| 1961 | 4597      |
| 1970 | 5687      |

Die Zahlen sind Volkszählungsergebnisse (¹) oder amtliche Fortschreibungen des Statistischen Landesamtes Baden-Württemberg (nur Hauptwohnsitze). Nachfolgend handelt es sich um Einwohnerzahlen nach dem heutigen Gebietsstand. Die Zahlen vor 1970 sind somit rückgerechnet höher als sie es nach dem damaligen Gebietsstand von Weil der Stadt tatsächlich waren:
| Jahr                 | Einwohner |
| -------------------- | --------- |
| 1. Dezember 1871 ¹   | 4586      |
| 1. Dezember 1880 ¹   | 4728      |
| 1. Dezember 1890 ¹   | 4717      |
| 1. Dezember 1900 ¹   | 4754      |
| 1. Dezember 1910 ¹   | 4766      |
| 16. Juni 1925 ¹      | 5025      |
| 16. Juni 1933 ¹      | 5136      |
| 17. Mai 1939 ¹       | 5495      |
| 13. September 1950 ¹ | 8174      |
| 6. Juni 1961 ¹       | 10.014    |

| Jahr              | Einwohner |
| ----------------- | --------- |
| 27. Mai 1970 ¹    | 12.466    |
| 31. Dezember 1980 | 15.239    |
| 27. Mai 1987 ¹    | 16.145    |
| 31. Dezember 1990 | 17.266    |
| 31. Dezember 1995 | 18.130    |
| 31. Dezember 2000 | 19.085    |
| 31. Dezember 2005 | 19.113    |
| 31. Dezember 2010 | 18.864    |
| 31. Dezember 2015 | 18.652    |
| 31. Dezember 2020 | 19.107    |

## Religion

### Konfessionsstatistik
Von 19.485 (Haupt- und Nebenwohnsitze) im Melderegister von Weil der Stadt verzeichneten Einwohnern gehören 6155 (32,23 %) einer evangelischen Kirche und 4406 (23,07 %) der römisch-katholischen Kirche an. 8538 (44,70 %) Einwohner sind ohne oder anderer Konfession (Stand 12/2016).

### Historische Entwicklung

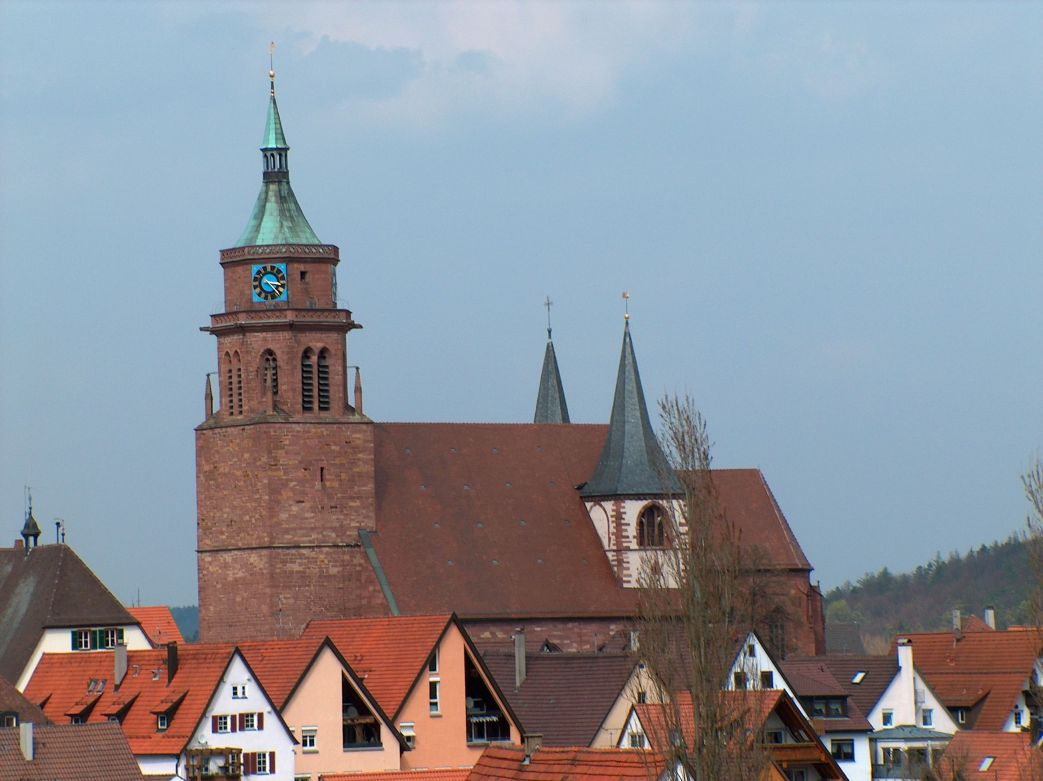
Der Stadtkirche St. Peter und Paul war ein Landkapitel des Archidiakonats Trinitatis im Bistum Speyer zugeordnet

Das Gebiet um Weil der Stadt gehörte ursprünglich zum römisch-katholischen Bistum Speyer und war dem Archidiakonat Trinitatis zugeordnet, das wiederum in die Landkapitel Weil der Stadt, Grüningen und Vaihingen an der Enz unterteilt war. Nachdem die Reformation im Laufe des 16. Jahrhunderts in Weil der Stadt zahlreiche Anhänger gefunden hatte, kam es ab 1590 zur Gegenreformation, die 1628 zum Sieg des Katholizismus führte, so dass die Reichsstadt eine katholische Insel inmitten des evangelisch geprägten württembergischen Umlands wurde.

### Gegenwärtige Situation
In der Stadt und ihren Stadtteilen sind gegenwärtig diverse Kirchen vertreten. Bemerkenswert ist die bis heute fortdauernd starke Stellung der römisch-katholischen Kirche in Weil der Stadt. Die katholische Gemeinde gehört zum Dekanat Böblingen in der Diözese Rottenburg-Stuttgart. Die eingemeindeten altwürttembergischen Stadtteile Merklingen, Münklingen, Hausen und Schafhausen sind seit der Reformation durchweg protestantisch geprägt. Die evangelischen Kirchengemeinden gehören zum Kirchenbezirk Leonberg in der Evangelischen Landeskirche.
Das ökumenische Zusammenleben der beiden großen Kirchen ist traditionell freundschaftlich. In Weil der Stadt gibt es ferner die Christus-Gemeinde, eine evangelische Freikirche im Mülheimer Verband freikirchlich-evangelischer Gemeinden. Weiterhin besteht eine Kirche der Gemeinde St. Johannes der Täufer der griechisch-orthodoxen Kirche von Antiochien. Die Neuapostolische Kirchengemeinde nutzt das Kirchengebäude im Süden des Teilorts Merklingen.
Die islamische Reformgemeinschaft Ahmadiyya Muslim Jamaat verfügt über eine Moschee in Weil der Stadt. Die Moschee liegt hinter der syrisch-orthodoxen Kirche.

## Politik

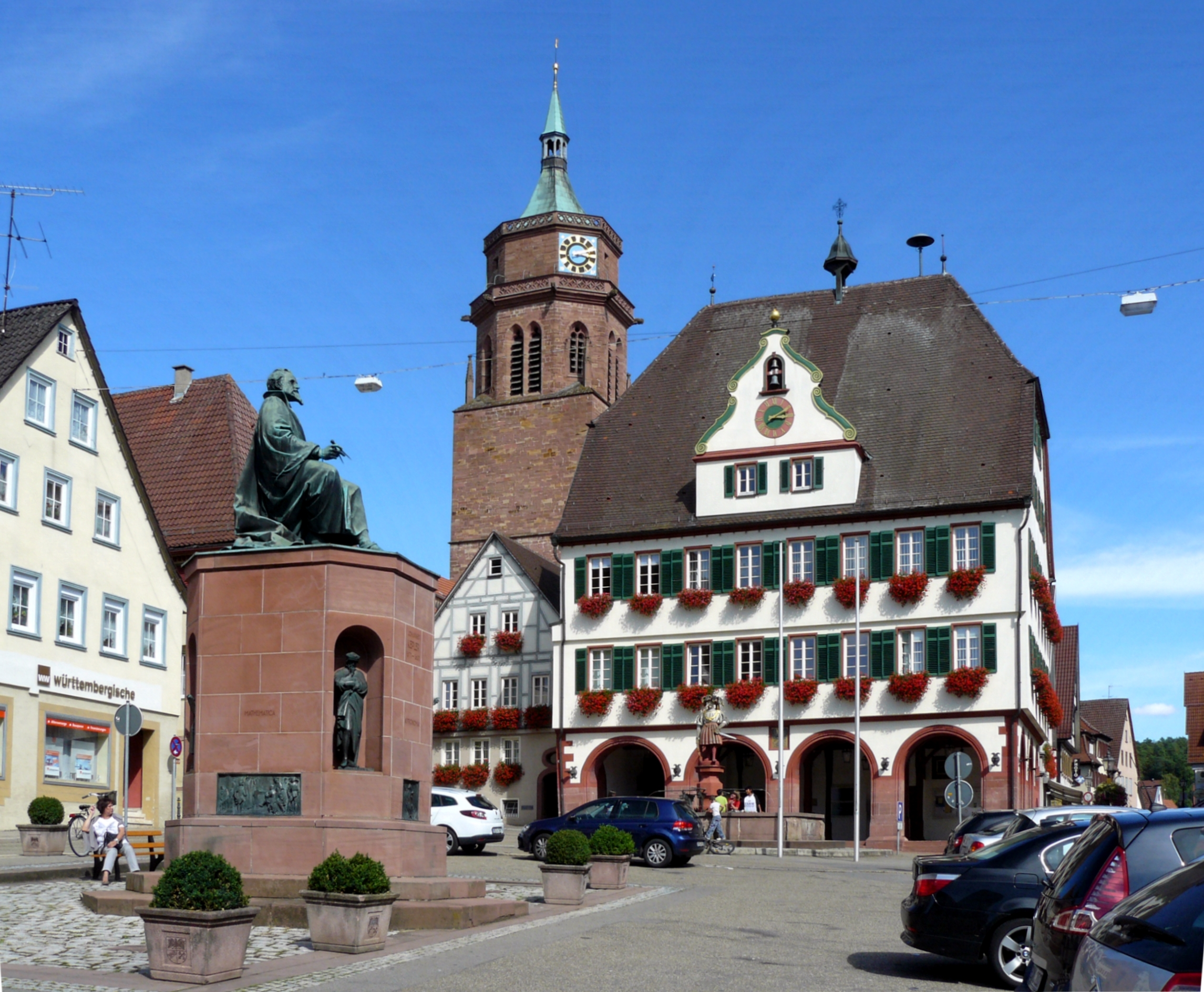
Marktplatz von Weil der Stadt, Blick auf Rathaus und Keplerdenkmal

### Gemeinderat
In Weil der Stadt wird der Gemeinderat nach dem Verfahren der unechten Teilortswahl gewählt. Dabei kann sich die Zahl der Gemeinderäte durch Überhangmandate verändern. Der Gemeinderat in Weil der Stadt hat nach der letzten Wahl 26 Mitglieder (vorher 27). Die Kommunalwahl am 9. Juni 2024 führte zu folgendem vorläufigen Endergebnis. Der Gemeinderat besteht aus den gewählten ehrenamtlichen Gemeinderäten und dem Bürgermeister als Vorsitzendem. Der Bürgermeister ist im Gemeinderat stimmberechtigt.
| Parteien und Wählergemeinschaften | Parteien und Wählergemeinschaften            | % 2024 | Sitze 2024 | % 2019  | Sitze 2019 | Kommunalwahl 2024 %3020100 20,826,328,510,710,6n. k.3,1 GrüneCDUFWSPDFDPAfDLinkeGewinne und Verlusteim Vergleich zu 2019 %p 4 2 0 −2 −4 −6 −8−7,84+1,13+3,42+0,52+3,5−3,83+3,1GrüneCDUFWSPDFDPAfDLinke |
| CDU                               | Christlich Demokratische Union Deutschlands  | 26,3   | 7          | 25,17   | 7          | Kommunalwahl 2024 %3020100 20,826,328,510,710,6n. k.3,1 GrüneCDUFWSPDFDPAfDLinkeGewinne und Verlusteim Vergleich zu 2019 %p 4 2 0 −2 −4 −6 −8−7,84+1,13+3,42+0,52+3,5−3,83+3,1GrüneCDUFWSPDFDPAfDLinke |
| FW                                | Freie Wählervereinigung Weil der Stadt e. V. | 28,5   | 7          | 25,08   | 7          | Kommunalwahl 2024 %3020100 20,826,328,510,710,6n. k.3,1 GrüneCDUFWSPDFDPAfDLinkeGewinne und Verlusteim Vergleich zu 2019 %p 4 2 0 −2 −4 −6 −8−7,84+1,13+3,42+0,52+3,5−3,83+3,1GrüneCDUFWSPDFDPAfDLinke |
| GRÜNE                             | Bündnis 90/Die Grünen                        | 20,8   | 5          | 28,64   | 7          | Kommunalwahl 2024 %3020100 20,826,328,510,710,6n. k.3,1 GrüneCDUFWSPDFDPAfDLinkeGewinne und Verlusteim Vergleich zu 2019 %p 4 2 0 −2 −4 −6 −8−7,84+1,13+3,42+0,52+3,5−3,83+3,1GrüneCDUFWSPDFDPAfDLinke |
| SPD                               | Sozialdemokratische Partei Deutschlands      | 10,7   | 3          | 10,18   | 3          | Kommunalwahl 2024 %3020100 20,826,328,510,710,6n. k.3,1 GrüneCDUFWSPDFDPAfDLinkeGewinne und Verlusteim Vergleich zu 2019 %p 4 2 0 −2 −4 −6 −8−7,84+1,13+3,42+0,52+3,5−3,83+3,1GrüneCDUFWSPDFDPAfDLinke |
| FDP                               | Freie Demokratische Partei                   | 10,6   | 3          | 7,10    | 2          | Kommunalwahl 2024 %3020100 20,826,328,510,710,6n. k.3,1 GrüneCDUFWSPDFDPAfDLinkeGewinne und Verlusteim Vergleich zu 2019 %p 4 2 0 −2 −4 −6 −8−7,84+1,13+3,42+0,52+3,5−3,83+3,1GrüneCDUFWSPDFDPAfDLinke |
| AfD                               | Alternative für Deutschland                  | –      | –          | 3,83    | 1          | Kommunalwahl 2024 %3020100 20,826,328,510,710,6n. k.3,1 GrüneCDUFWSPDFDPAfDLinkeGewinne und Verlusteim Vergleich zu 2019 %p 4 2 0 −2 −4 −6 −8−7,84+1,13+3,42+0,52+3,5−3,83+3,1GrüneCDUFWSPDFDPAfDLinke |
| Linke                             | Die Linke                                    | 3,1    | 1          | —       | —          | Kommunalwahl 2024 %3020100 20,826,328,510,710,6n. k.3,1 GrüneCDUFWSPDFDPAfDLinkeGewinne und Verlusteim Vergleich zu 2019 %p 4 2 0 −2 −4 −6 −8−7,84+1,13+3,42+0,52+3,5−3,83+3,1GrüneCDUFWSPDFDPAfDLinke |
| gesamt                            | gesamt                                       | 100,0  | 26         | 100,0   | 27         | Kommunalwahl 2024 %3020100 20,826,328,510,710,6n. k.3,1 GrüneCDUFWSPDFDPAfDLinkeGewinne und Verlusteim Vergleich zu 2019 %p 4 2 0 −2 −4 −6 −8−7,84+1,13+3,42+0,52+3,5−3,83+3,1GrüneCDUFWSPDFDPAfDLinke |
| Wahlbeteiligung                   | Wahlbeteiligung                              | 63,7 % | 63,7 %     | 61,52 % | 61,52 %    | |

### Wappen
| | Blasonierung: „In geteiltem Schild oben in Gold der rot bewehrte und rot bezungte schwarze Reichsadler, unten in Rot gespalten, vorne ein blauer Schräglinksbalken, belegt mit den goldenen Großbuchstaben SPQR, hinten zwei schräg gekreuzte goldene Schlüssel, deren Bärte nach oben und außen gerichtet sind.“ |
| Wappenbegründung: Der schwarze Adler im oberen Wappenfeld ist das Zeichen der römisch-deutschen Kaiser des Mittelalters und wurde der Reichsstadt als Bestätigung ihrer Reichsunmittelbarkeit verliehen. Der lateinische Schriftzug SPQR (= Senatus Populusque Romanus, Senat und Volk von Rom) im linken (heraldisch: rechten) unteren Wappenfeld deutet die Ursprünge Weil der Stadts aus einem römischen Landsitz (villa rustica) an, bezieht sich jedoch vor allem auf seine reichsstädtisch-republikanische, am römischen Recht ausgerichtete Verfassung. Die beiden gekreuzten Schlüssel (Schlüssel Petri) im rechten (heraldisch: linken) unteren Feld schließlich stehen für den Apostel Petrus, einen der Patrone der römisch-katholischen Stadtkirche Sankt Peter und Paul. Alle Siegel von 1272 bis ins 18. Jahrhundert zeigen nur den Reichsadler. Neben dem Schild mit dem Reichsadler wurden ab 1534 die zwei weiteren Schilde benutzt. Im 19. Jahrhundert wurden die drei Schilde zum heutigen Wappen kombiniert. | |

### Städtepartnerschaften
- Riquewihr, Frankreich, seit 1961[15]
- Bra, Italien, seit 2001[16]

## Wirtschaft und Infrastruktur

### Verkehr

#### Bahn- und Busverkehr
Der Bahnhof Weil der Stadt liegt an der württembergischen Schwarzwaldbahn und ist mit der S-Bahn-Linie S6 (über Leonberg, Stuttgart-Zuffenhausen, Stuttgart Hauptbahnhof nach Stuttgart Schwabstraße) an das Liniennetz der S-Bahn Stuttgart angeschlossen. Seit September 2022 verstärkt zu Stoßzeiten die Express-S-Bahn S62 das Angebot. Auf ihrer Fahrt bis Zuffenhausen hält sie nicht an allen Unterwegshalten.

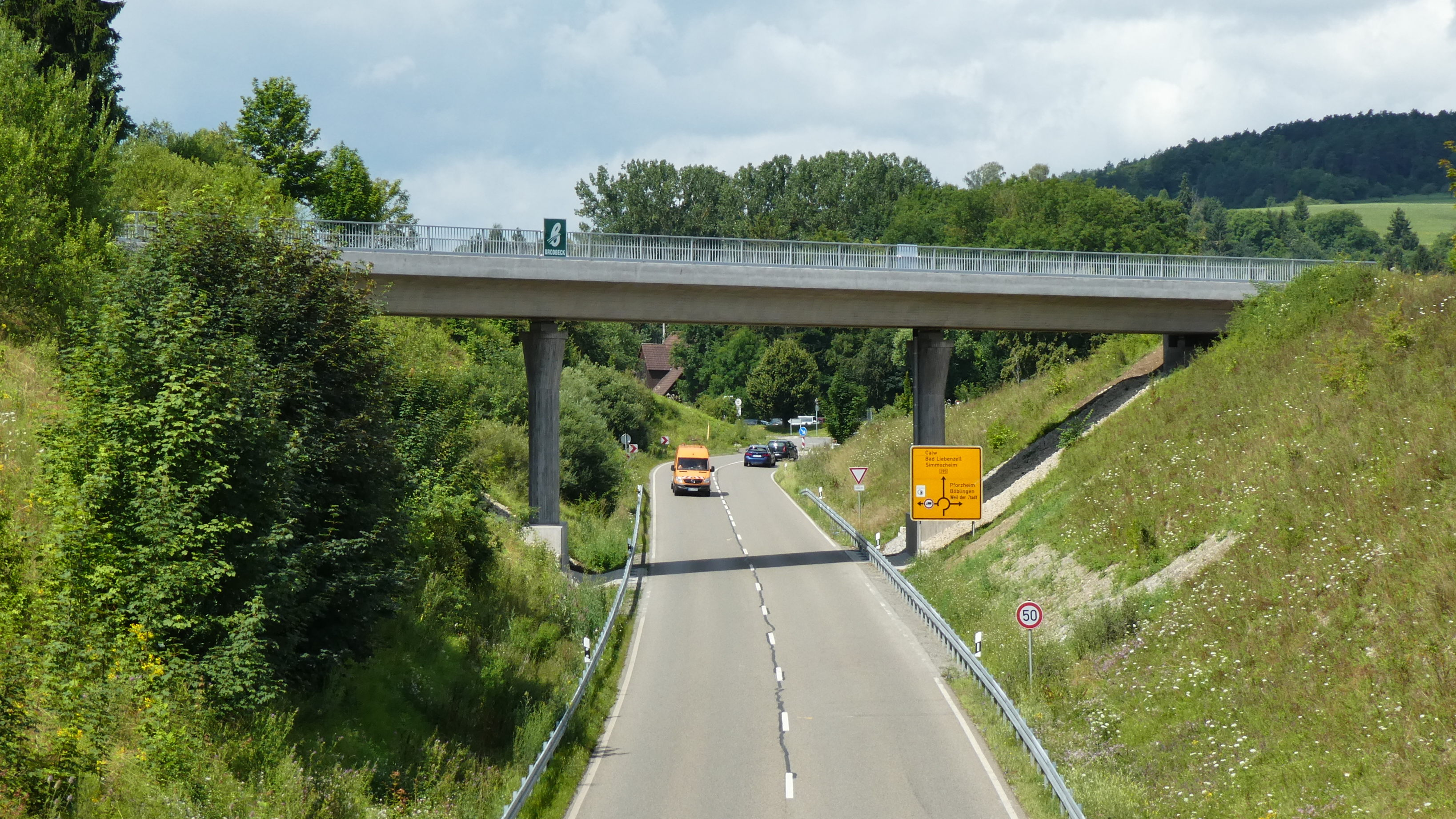
Neue Eisenbahnbrücke über die B295, 27. Juli 2021

Auf der nach Calw führenden Strecke der Schwarzwaldbahn fuhren bis 1983 Personenzüge. Eine Reaktivierung durch den Landkreis Calw ist unter dem Namen „Hermann-Hesse-Bahn“ in Bau. Die Fertigstellung verzögerte sich mehrfach, die Inbetriebnahme ist nun für Ende 2025 vorgesehen. Im Bahnhof Weil der Stadt entsteht hierfür ein zusätzlicher Bahnsteig und es wurde eine neue Eisenbahnbrücke über die B295 gebaut, da im Jahr 2002 der Bau der Ortsumgehung im Zuge der B295 den Bahndamm der Schwarzwaldbahn unterbrochen hatte.
Der öffentliche Nahverkehr wird durch den Verkehrs- und Tarifverbund Stuttgart (VVS) gewährleistet. Von Weil der Stadt aus verkehren Busse nach Böblingen, Calw, Bad Liebenzell und Pforzheim.

#### Carsharing
Weil der Stadt verfügt über ein von Bürgern ehrenamtlich organisiertes Carsharing mit sechs Fahrzeugen an sechs Standorten; es ist in Zusammenarbeit mit CarSharing Renningen organisiert.

#### Fernstraßen
Über die Bundesstraße 295 (Stuttgart–Calw) ist Weil der Stadt an das überregionale Straßen- und Autobahnnetz angebunden.

#### Fahrradverkehr
Durch eine Alltagsroute aus dem Radnetz Baden-Württemberg ist Weil der Stadt über Renningen mit Leonberg und in der anderen Richtung über Simmozheim und Althengstett mit Calw verbunden.

#### Fernwanderweg
Außerdem führt der Schwarzwald-Schwäbische-Alb-Allgäu-Weg, auch als „Hauptwanderweg 5“ bezeichnet, durch Weil der Stadt, ein Fernwanderweg des Schwäbischen Albvereins.

### Ansässige Unternehmen
Die Wolldeckenfabrik Weil der Stadt war bis zum Konkurs 1996 ein wichtiges Unternehmen in Weil der Stadt. In Stuttgart begründet, haben heute die Fortuna Spezialmaschinen GmbH und die Nussbaum Medien Verlagsgruppe ihren Sitz in der Stadt.

### Bildung
Die Stadt verfügt über Bildungseinrichtungen, auf denen alle Schulabschlüsse erworben werden können. So vier Grundschulen, eine Grund- und Hauptschule, eine Gemeinschaftsschule, eine Förderschule, Realschule und das Johannes-Kepler-Gymnasium Weil der Stadt. Ferner wirken die Städtische Musikschule, Zweigstelle der Volkshochschule Leonberg und die Landesakademie für Jugendbildung e. V. (in Trägerschaft des Landes Baden-Württemberg, des Landkreises Böblingen und zahlreicher Jugendverbände).

## Kultur und Sehenswürdigkeiten

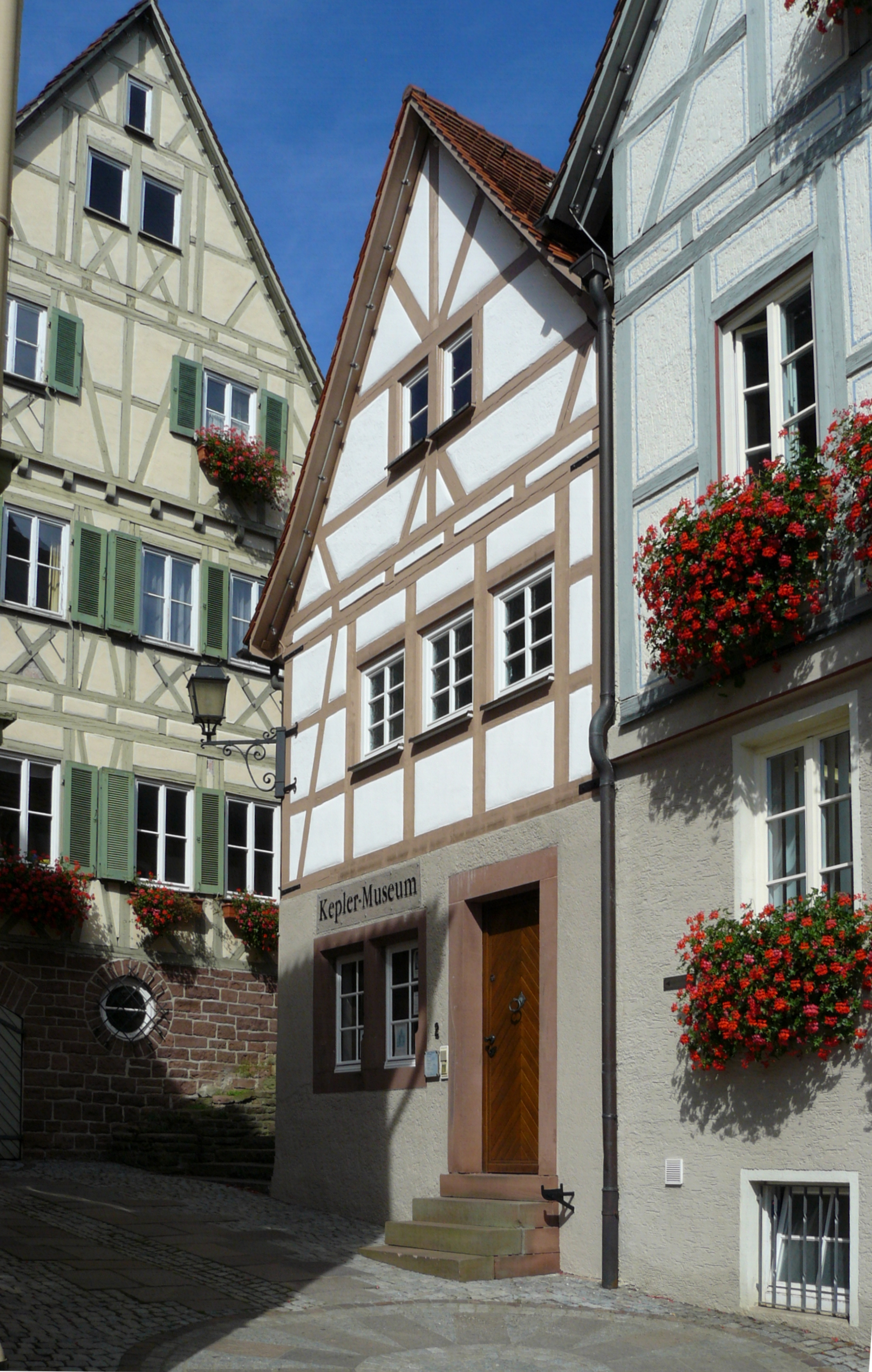
Geburtshaus von Johannes Kepler, heute Keplermuseum

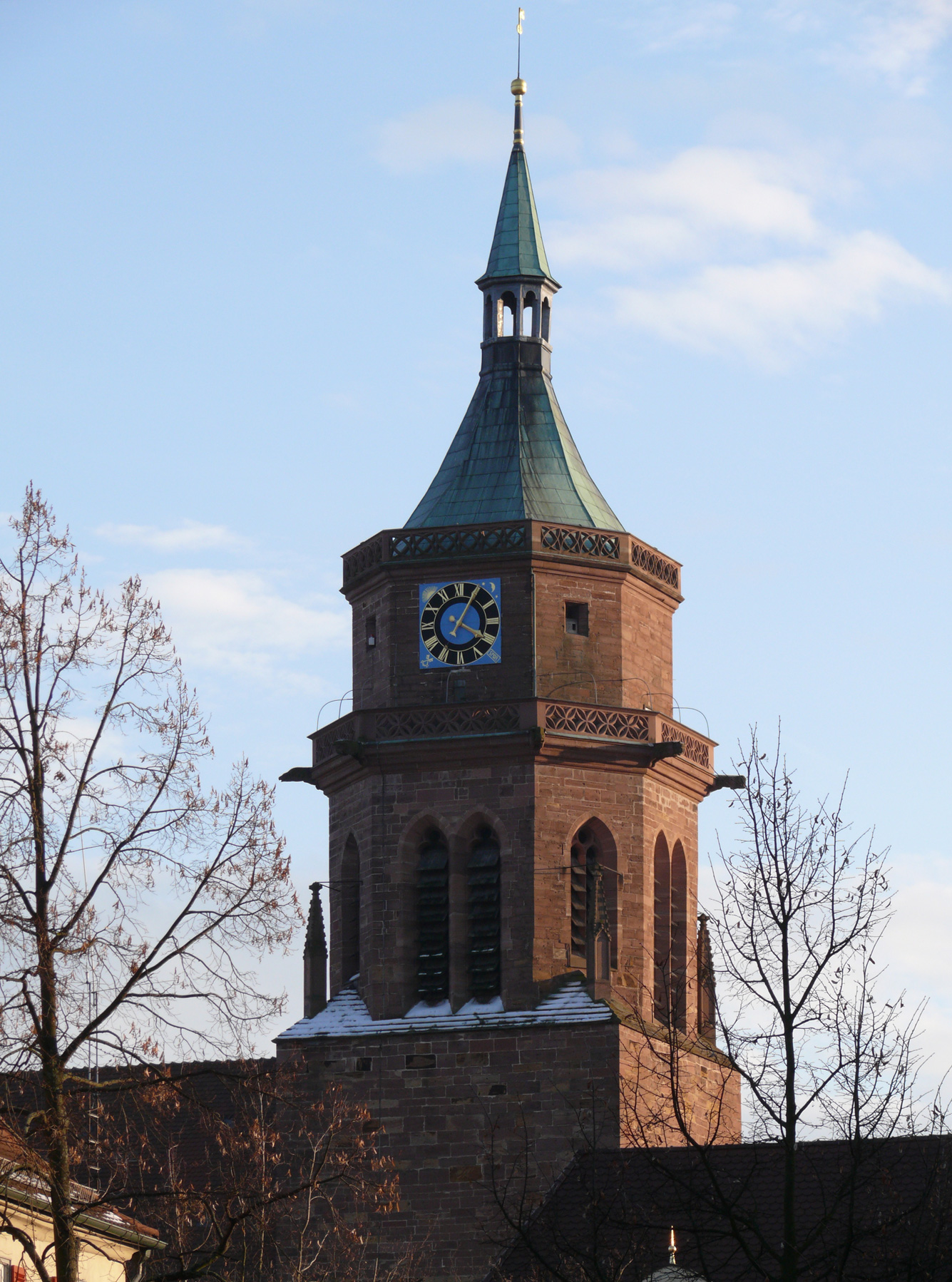
Turm der Stadtkirche Sankt Peter und Paul im Winter

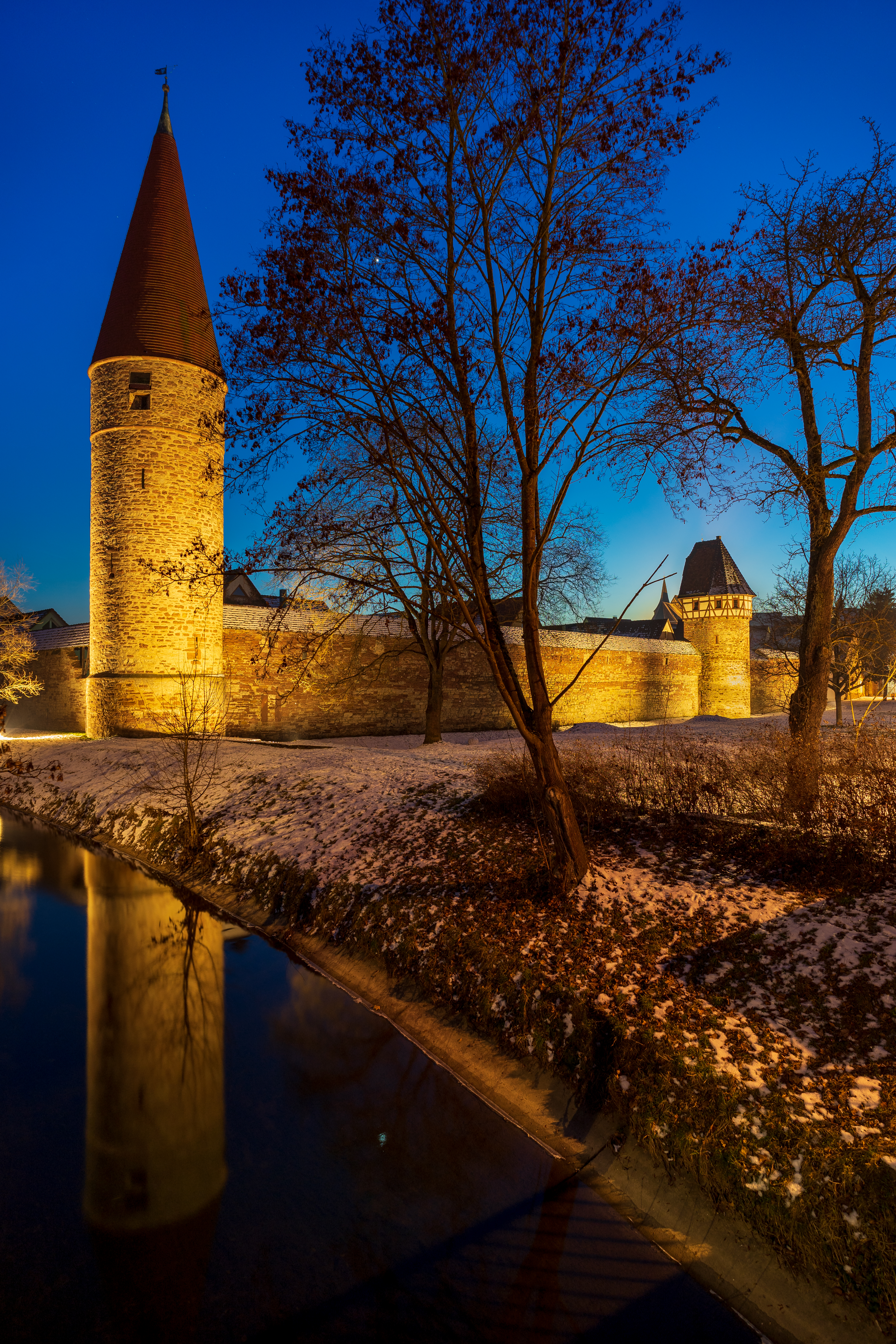
Stadtmauer mit Rotem Turm und Storchenturm in der Blauen Stunde

### Museen
- Stadtmuseum
- Keplermuseum
- Narrenmuseum
- Puppenmuseum

### Bauwerke
In allen fünf Stadtteilen der Stadt gibt es historische Bauwerke, Brunnen und Skulpturen.
Die Altstadt von Weil der Stadt besteht aus drei Teilbereichen. Im unteren Bereich am linken Würmufer, der auf das 14. Jahrhundert zurückgehenden Renninger Vorstadt, haben sich mittelalterliche und frühneuzeitliche Handwerkerhäuser und -läden sowie das Spital mit der Spitalkapelle und ihrem spätgotischen Figurenaltar der Heiligen Sippe Mariens (um 1480), dem barocken Apostel- und dem Nothelferaltar (beide um 1750) sowie dem Arma-Christi-Fresko (aus dem 14. Jahrhundert, wiederentdeckt 1977) erhalten. Die teilweise begehbare Stadtmauer mit vier Wehrtürmen – besonders schön ist der Storchenturm – und dem Königstor umschließt die 1648 vom Stadtbrand weitgehend verschont gebliebene Renninger Vorstadt fast vollständig. Mittelpunkt ist der Viehmarkt mit Brunnen und Kinocenter (Badtorstraße). Am rechten Würmufer befindet sich der Stadtfriedhof mit der Kapelle Sankt Michael (ältester erhaltener Grabstein von 1506).
Der auf einem Hügelausläufer gelegene historische Stadtkern – Keimzelle der ehemaligen Reichsstadt und seit dem 6. Jahrhundert besiedelt – schließt sich unmittelbar westlich an. Sehenswert sind insbesondere die malerische Stuttgarter Straße und der Marktplatz mit dem Rathaus aus der Zeit der Renaissance (1582), dem Alten Rathaus, dem Speidelschen Haus, dem Stadtmuseum, dem Keplermuseum und dem Keplerdenkmal (1870 von August von Kreling), das an zentraler Stelle an den größten Sohn der Stadt, den Astronomen und Mathematiker Johannes Kepler erinnert. Auf die Fastnachtstradition verweist der Narrenbrunnen am Speidelsberg, überdies lohnen das ehemalige Augustinerkloster (1294–1803) mit dem Marienbrunnen sowie der Delphinbrunnen einen Besuch. Über dem Stadtkern erhebt sich das bedeutendste Baudenkmal Weil der Stadts, die ab dem 15. Jahrhundert als Nachfolgerin einer romanischen Basilika errichtete katholische Stadtkirche Sankt Peter und Paul, ein spätgotischer Hallenbau aus regionaltypischem Buntsandstein mit drei Türmen, manieristischem Sakramentshaus (1611), barockem Hochaltar (1700), prunkvoller Kanzel (1742) sowie bemerkenswerter Sakralkunst des 20. Jahrhunderts. Den nordwestlichen Abschluss der Altstadt bildet die Heilig-Kreuz-Kapelle (1739), den westlichen ein weiteres Teilstück der Stadtmauer mit dem Judentor (1534). Außerhalb der historischen Stadtbefestigung steht die neugotische evangelische Brenzkirche (1889), benannt nach dem in Weil der Stadt geborenen württembergischen Reformator Johannes Brenz.
Südlich schließt sich der kleinste und jüngste Teilbereich der Altstadt an, die Furter Vorstadt am Talackerbach, mit der als Galerie und Veranstaltungsort genutzten Wendelinskapelle (15. Jahrhundert) und dem Floriansbrunnen.
Auch in den Stadtteilen finden sich sehenswerte Baudenkmäler. In Merklingen stehen die Remigiuskirche und das frühgotische Steinhaus inmitten einer von Gräben und einem Brückentor eingefassten Kirchenburganlage. Die Cyriakuskirche in Schafhausen besitzt eine wertvolle Rokokokanzel, im höchstgelegenen Stadtteil Münklingen hat sich der Jakobsbrunnen, ein historischer Rastort am Pilgerweg nach Santiago de Compostela erhalten. In Hausen kann die alte fünfbögige Buntsandsteinbrücke über die Würm besichtigt werden.
- Stadtkirche Sankt Peter und Paul
- Spitalkapelle und Spital
- Johannes-Brenz-Kirche
- Marktplatz und Stuttgarter Straße
- Keplerdenkmal
- Augustinerkloster
- Ehemaliges Kapuzinerkloster
- Stadtmauer, Storchenturm und Judentor
- Kirchenburg (Merklingen)
- Würmbrücke (Hausen)

### Kepler-Gesellschaft
Die Kepler-Gesellschaft e. V. ist ein Verein, der sich dem Erbe Johannes Kepler verpflichtet fühlt und die naturwissenschaftliche Bildung fördern will. Der Verein unterhält das Keplermuseum, das Keplerarchiv im Stadtarchiv und die Johannes-Kepler-Sternwarte auf dem Dach des Johannes-Kepler-Gymnasiums. Er betreibt Öffentlichkeitsarbeit, indem er öffentliche Vorträge anbietet, den Kepler-Förderpreis in Kepler-Gymnasien der Europäischen Union verleiht und eine Jugendgruppe betreut. Die Universitäten Tübingen und Stuttgart sind Kooperationspartner der Kepler-Gesellschaft.
Am 2. Juni 2012 eröffnete Weil der Stadt in Zusammenarbeit mit dem Verein einen nach Johannes Kepler benannten Planetenweg. Der Planetenweg verläuft zwischen Weil der Stadt und dem zur Nachbargemeinde Tiefenbronn gehörigen Teilort Mühlhausen.

### Bürgergarde
Die Bürgergarde Weil der Stadt e. V. ist ein Verein, der sich der Pflege von den wehrhaften Traditionen Weil der Stadts verpflichtet hat. Im Jahre 1828 wurde die Bürgergarde gegründet und sollte zur Verteidigung der Stadt dienen. Im Zuge der Märzrevolution wurde die Garde schließlich aufgelöst. Ein Wiedergründungsversuch scheiterte, erst im Jahr 1999 wurde unter dem heutigen Kommandanten Hartmut Sigel die Wiedergründung veranlasst. Die heutige Garde hat ihren Sitz im Storchenturm und betreibt dort ein Wehrhistorisches Museum. Der Verein ist Mitglied des Landesverbandes der historischen Bürgerwehren und Stadtgarden in Württemberg und Hohenzollern.

### Sport
Die Sportvereinigung (Spvgg) Weil der Stadt ist der örtliche Sportverein. Er wurde 1861 gegründet und hat mehr als 1900 Mitglieder. Die Spvgg hat folgende Abteilungen: Breitensport, Faustball, Fußball, Leichtathletik, Schwimmen, Tennis, Tischtennis und Turnen.

### Fastnacht
In Weil der Stadt wird jährlich vor dem Aschermittwoch die schwäbisch-alemannische Fastnacht (Fasnet) gefeiert. Das bis ins Mittelalter zurückreichende Fastnachtsbrauchtum wurde erstmals 1656 wiederbelebt, als der Magistrat Fastnachtsspiele, Musik und Tanzvergnügen gestattete. Nach einem Verbot der „Mummerey“ im 18. Jahrhundert blühte das Narrentreiben an der Wende vom 19. zum 20. Jahrhundert wieder auf. Im Jahre 1863 fand der erste Fastnachtsumzug statt, 1930 der erste Narrensprung der Weiler Narrenzunft „AHA“. Heutzutage nehmen an dem von der Narrenzunft alljährlich am Fastnachtssonntag veranstalteten Fastnachtsumzug über 1000 Maskenträger aus der gesamten Region teil. Es werden Besucherzahlen zwischen 10.000 und 40.000 gezählt.
Da die Stadt bis 1821 zum Bistum Speyer gehörte und nahe der Nordgrenze des schwäbischen Dialektraums liegt, weist die in der schwäbisch-alemannischen Tradition stehende Weiler Fasnet auch einige Einflüsse aus der in der Pfalz beheimateten Form des rheinischen Karnevals auf – ähnlich wie auch die Fastnacht in Neuhausen auf den Fildern, das über Jahrhunderte ebenfalls eine katholische, zu Speyer gehörige Enklave im protestantischen Württemberg war.

## Persönlichkeiten

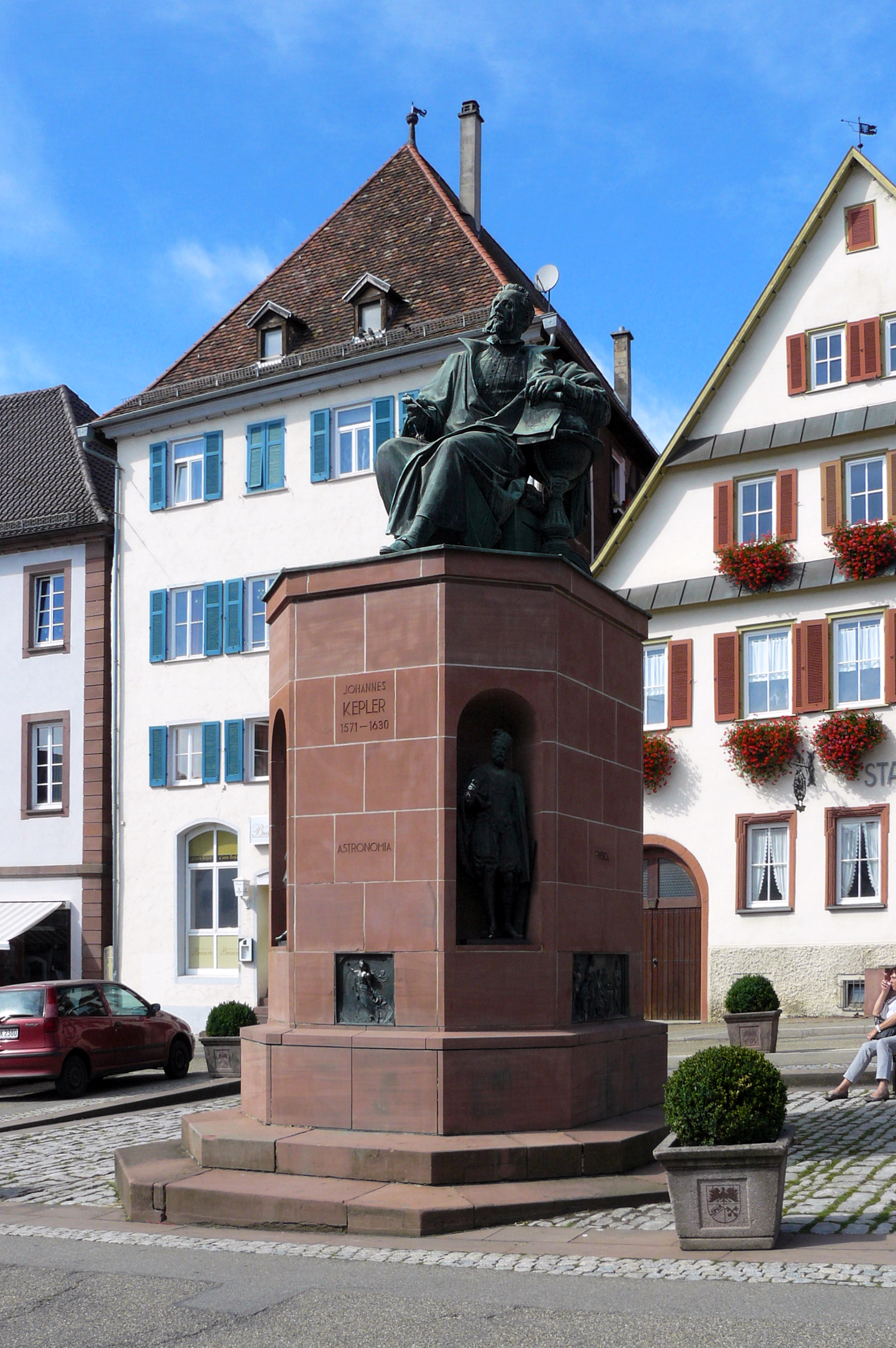
Keplerdenkmal vor dem Rathaus

### Söhne und Töchter
- Heinrich Steinhöwel (1410/11–1479), Humanist und Übersetzer
- Paul Scriptoris (um 1460–1505), Franziskaner und Theologe
- Johannes Brenz (1499–1570), lutherischer Reformator Württembergs
- Johannes Kepler (1571–1630), Astronom und Mathematiker, revolutionierte unter anderem das heliozentrische Weltbild durch die Einführung ellipsenförmiger Planetenbahnen
- Joseph Anton Gall (1748–1807), katholischer Theologe, Pädagoge und Bischof von Linz in Oberösterreich
- Ernst Christian von Walz (1802–1857), geboren in Münklingen, Professor für Klassische Philologie an der Universität Tübingen
- Leo Schöninger (1811–1879), Maler, Lithograf und Grafiker
- Anton von Beyerle (1824–1886), Senatspräsident beim Reichsgericht
- Adolph Schöninger (1833–1900), Unternehmer und Fahrradhersteller in Chicago
- Viktor Josef Fezer (1861–1927), Regierungspräsident des Jagstkreises
- Wilhelm Geiger (1869–1940), geboren in Merklingen, Oberbürgermeister der Stadt Feuerbach
- Viktor Hohenstein (1888–1974), Geologe und Paläontologe
- Hans Häcker (1901–1986), Jurist und Politiker, Landrat in Esslingen
- Hans Schneider (1907–1994), Historiker und Studiendirektor
- Silvio Dalla Brida (* 1962), Komponist
- Antonia Knupfer (* 1992), Fußballspielerin

### Personen mit Bezug zur Stadt
- Bonifacius Wolfhart (um 1490–1543), Theologe und Reformator, starb 1543 im Hause seines Freundes, des kaiserlichen Rats Johann Kneller in Weil der Stadt.
- Johann Baptist Fickler (1533–1610), Jurist, Prinzenerzieher am bayerischen Hof und Autor, wuchs in Weil der Stadt auf und gab hier später den Anstoß zur Gegenreformation.
- Katharina Kepler (um 1547–1621), aufgewachsen in Weil der Stadt, brachte hier ihren berühmtesten Sohn Johannes Kepler und dessen Bruder Heinrich zur Welt. Sie war Angeklagte in einem der berühmtesten Hexenprozesse der Neuzeit.
- Carlo Schmid (1896–1979), Jurist und Politiker, einer der Väter des Grundgesetzes, Vizepräsident des Deutschen Bundestages, besuchte in Weil der Stadt die Schule.
- Hans Gerhard Ganter (* 1945), 1991–2010 Richter am IX. Zivilsenat des BGH, davon 2008–2010 dessen Vorsitzender, wohnt in Weil der Stadt.
- Bernd Riexinger (* 1955), von 2012 bis 2021 Vorsitzender der Partei Die Linke, wuchs in Münklingen auf und gründete in den 1970er-Jahren gemeinsam mit Anderen in der Besengasse 1 eine linke Wohngemeinschaft.[21][22]
- Saskia Esken (* 1961), von 2019 bis 2025 Bundesvorsitzende der SPD, legte 1981 ihr Abitur am Johannes-Kepler-Gymnasium in Weil der Stadt ab.[23]
- Christian Rath (* 1965), Jurist und Journalist, legte sein Abitur am Johannes-Kepler-Gymnasium in Weil der Stadt ab.
- Marcel Wagner (* 1982), Hörfunk- und Fernsehmoderator, wuchs in Weil der Stadt auf.
- Markus Frohnmaier (* 1991), seit 2017 Bundestagsabgeordneter der AfD, ist in Weil der Stadt aufgewachsen.[24]
- J. K. Rowling war als Austauschschülerin in den 1970er Jahren auf dem Johannes-Kepler-Gymnasium in Weil der Stadt.[25]